# Rosenwiller
Rosenwiller je občina v departmaju Bas-Rhin francoske regije Alzacija.
Leta 1990 je v občini živelo 533 oseb oz. 97 oseb/km².